# East Montpelier
East Montpelier är en kommun (town) i Washington County i delstaten Vermont, USA. Vid folkräkningen år 2000 bodde 2 578 personer på orten. Den har enligt United States Census Bureau en area på totalt 83,2 km², varav 0,3 km² är vatten. 
East Montpelier blev stad 1859.

### Fotnoter
1. ↑  Bill Doyle. ”Senate Report: The Origin of Washington County” (på engelska). World Online. Arkiverad från originalet den 5 september 2015. https://web.archive.org/web/20150905080815/http://www.vt-world.com/senate-report-the-origin-of-washington-county.html. Läst 17 september 2017.